# Кубок Швеции по волейболу среди женщин
Кубок Швеции (Гран-При) по волейболу среди женщин — ежегодное соревнование женских волейбольных команд Швеции. Проводится с 1998 года.

## Формула соревнований
В турнире принимают участие 4 лучшие команды по итогам 1-го круга предварительного этапа текущего чемпионата Швеции. Соревнования проходят в начале года в формате «финала четырёх» (два полуфинала и финалы за 1-е и 3-е места). В финале розыгрыша 2025 «Хюльте-Хальмстад» победил «Эребру» 3:1.

## Победители
- 1998 «Валлентуна»
- 1999 «Эребру»
- 2000 «Эребру»
- 2001 «Эребру»
- 2002 «Катринехольм»
- 2003 «Эребру»
- 2004 «Эребру»
- 2005 «Валлентуна»
- 2006 «Соллентуна»
- 2007 «Эребру»
- 2008 «Валлентуна»
- 2009 «Энгельхольм»
- 2010 «Энгельхольм»
- 2011 «Энгельхольм»
- 2012 «Энгельхольм»
- 2013 «Катринехольм»
- 2014 «Сведала»
- 2015 «Энгельхольм»
- 2016 «Энгельхольм»
- 2017 «Энгельхольм»
- 2018 «Энгельхольм»
- 2019 «Энгельхольм»
- 2020 «Эребру»
- 2021 «Хюльте-Хальмстад» Хюльтебрук/Хальмстад
- 2022 турнир отменён
- 2023 «Энгельхольм»
- 2024 «Эребру»
- 2025 «Хюльте-Хальмстад» Хюльтебрук/Хальмстад